# Alois Nejedlý
Alois Nejedlý mladší (22. srpna 1858 ? Nový Bydžov – 1: ledna 1929 ? Hradec Králové) byl český podnikatel a průmyslník, majitel koželužských závodů v Kuklenách, pozdějšího předměstí Hradce Králové. V letech 1911 až 1914 vyrobila jím vlastněná firma KAN také několik sérií automobilů typu voiturette.

## Život

### Mládí
Narodil se do rodiny tradičně zpracovávající kůže od 17. století. Alois Nejedlý starší, jeho otec, byl odborník a dlouholetý ředitel koželužské továrny firmy H. Bergmann a syn v Novém Bydžově. Rodina se následně přesunula do Kuklen, kde Alois Nejedlý starší založil roku 1884 vlastní koželužsný závod. Od původní výroby tříslových svrškových koží přešla společnost postupem času k úspěšné výrobě svršků chromových, jako první v Rakousku-Uhersku. Alois Nejedlý mladší vstoupil roku 1890 spolu s bratrem Josefem do rodinné firmy, které byl pozměněn název. Firma se posléze přesunula do Kuklen u Hradce Králové.

### A. & J. Nejedlý
Firma A. & J. Nejedlý pod vedením obou bratrů se musela prosadit v tvrdé oborové konkurenci (areál přímo sousedil s koželužským závodem Josefa Seyfrieda, obdobné závody provozovali též Antonín Čerych a František Polický v nedaleké Jaroměři. Továrnu postihl roku 1902 požár, v letech 1906 až 1908 proběhlo v továrně několik socialistických stávek. Roku 1908 firma přikoupila areál přilehlého bývalého cukrovaru, aby mohla rozšířit výrobu. Posléze změnina název na Spojené koželužské závody A. & J. Nejedlý v Kuklenách.

### AutomobilkaKAN
S vidinou vzrůstající poptávky po levnějších osobních automobilech bylo roku 1911 ve společnosti rozhodnuto o založení nové firmy KAN (Königgrätzer Automobilfabrik Nejedly, Královéhradecká automobilka Nejedlý) o zahájení výroby osobních automobilů pod značkou KAN. Vyráběny byly celkem čtyři typy vozů, tři dvousedadlové a jeden čtyřsedadlový. V roce 1914 byla kvůli nízkým výnosům z prodejů jejich výroba ukončena, vzniklo tak několik desítek kusů vozů.
S vypuknutím první světové války byla výroba v letech 1914 až 1918 přeorientována na vojenský výrobní program a prováděla pouze opravy vyrobených strojů. Roku 1919 se firma stala akciovou společností, do podniku vstoupil jako akcionář mimo jiné též František Polický.

### Úmrtí

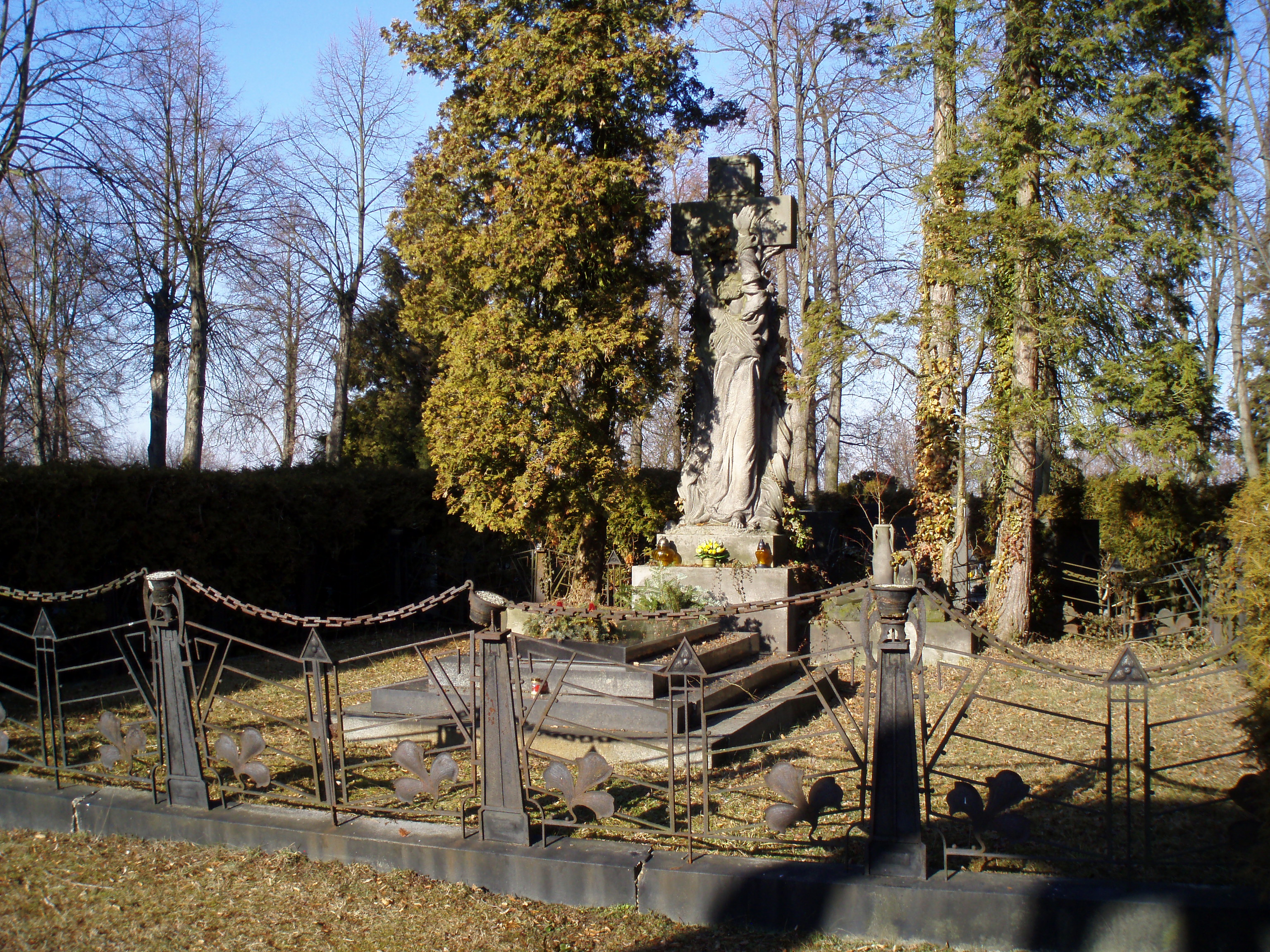
Rodinná hrobka Nejedlých na Hřbitově v Kuklenách

Alois Nejedlý zemřel 1. ledna 1929 ve věku 70 let. Byl pohřben v rodinné hrobce na hřbitově v Kuklenách, jedné z největších hrobek na hřbitově. Náhrobek zdobí kříž a mohutná figurální socha Krista.

### Po smrti
Továrnu převzali Nejedlého dědicové. Roku 1930 postihl kuklenský závod ničivý požár, který si vynutil přesun výroby.